# Université Osaka Sangyo
L'Université Osaka Sangyo (大阪産業大学, Ōsaka sangyō daigaku) est une université privée située à Daitō, dans la Prefecture d'Osaka, au Japon. Son nom est souvent abrégé en "DaiSanDai" en utilisant les premiers caractères japonais de son nom. Elle a été créée en 1923 sous le nom d'École des Trains d'Osaka. L'Université dispose de 6 facultés et de 4 écoles d'études supérieures. Ses campus sont situés dans la zone Nakagaito de Daito. Un campus satellite est situé dans le quartier d'Umeda à Osaka. Il y a environ 11 000 étudiants, 10% d'entre eux sont des étudiants internationaux, et c'est l'une des universités au Japon avec le plus grand nombre d'étudiants internationaux.
En 2004, elle a été sélectionnée comme une des universités du Programme de Soutien des Universités Spéciales (特色ある大学教育支援プログラム) du Ministère de l'Éducation, de la Culture, des Sports, de la Science et de la Technologie du Gouvernement Japonais. L'université participe régulièrement à des compétitions  nationales et internationales avec son projet de voiture solaire et d'énergie propre . Yoshihiko Motoyama (本山美彦), ancien président de la Société Japonaise d'Économie Internationale, est l'actuel Président de l'Université. Yoshikuni Dobashi, ancien Président de Kubota Corporation, est l'actuel président du conseil d'administration de l'Université.

## Histoire
- 1928: Fondation de l’École des Trains d'Osaka
- 1950 : Collège des Moyens de Transport d'Osaka
- 1965 : Université Industrielle d'Osaka
- 1988 : adoption du nom anglais actuel : Osaka Sangyo University

## Venture Business
- OSU Digital Media Factory
- OSU Corportation
- OSU Health Support Academy Inc.
- Robust Engineering Corporation

## Projet de voiture solaire
L’Université Osaka Sangyo  a commencé le Projet de Voiture Solaire comme programme d'apprentissage collaboratif entre l'industrie et le milieu universitaire en 1989. Le projet est axé sur la recherche et le développement de voitures solaires à haut rendement. Le projet est financé par de grandes entreprises japonaises comme Panasonic, Citizen Holdings etc. Des modèles de voitures solaires OSU ont été présentés dans de nombreuses compétitions nationales et internationales.